# Lamprologus meleagris
Lamprologus meleagris – endemiczny gatunek słodkowodnej ryby z rodziny pielęgnicowatych (Cichlidae). Bywa hodowany w akwariach. W bazie Catalog of Fishes takson ten jest synonimizowany z Lamprologus stappersi.

## Występowanie
Zasiedla tereny w strefie przejściowej między skałami a obszarem piaszczystym jeziora Tanganika we wschodniej Demokratycznej Republice Konga.

## Charakterystyka
Ciało owalne, bocznie spłaszczone, w barwach od stalowosrebrnej poprzez oliwkową do brązowej. Na powierzchni ciała widoczne są drobne niebieskawoperłowe plamy, poprzez które prześwitują większe, ciemniejsze plamy. Płetwy brzuszne oraz płetwa ogonowa są zaokrąglone. Ryba ma zęby wygięte do wewnątrz i ulokowane w kilku rzędach. Dorasta do 7 cm długości, samice są mniejsze.

## Warunki w akwarium
| Zalecane warunki w akwarium | Zalecane warunki w akwarium |
| --------------------------- | --------------------------- |
| Zbiornik                    | średni do dużego            |
| Temperatura wody            | 24–28°C                     |
| Twardość wody               |                             |
| Skala pH                    |                             |
| pokarm                      |                             |
| Uwagi                       |                             |

## Wymagania hodowlane
Ryba terytorialna, wymaga własnego terenu i kryjówek w postaci grot, muszli.